# 고려여객
고려여객(高麗旅客)은 천일여객그룹 산하 경상남도의 시외버스 자회사이다. 주사무소는 부산광역시 사상구 사상로 201 (괘법동)에, 본점은 동구 중앙대로 168 (초량동)에 있지만 차량면허는 거제시 면허를 사용하고 있었다. 방계 회사는 천일여객, 밀양교통이 있다.

## 역사
1966년 2월 16일 당시 같은 계열사였던 천일여객자동차(현 천일고속)로부터 분사한 것으로 모태로 한다. 부산을 기점으로 하는 시외버스로 시작했으며, 1981년 북구 감전동에 정비공장을 설립했다. 같은해인 9월에 관광사업발전 기여업체 수상한데 이어, 10월 28일에는 창녕에 2급 자동차정비공장을 설립했다. 1982년 9월 부산서부시외버스터미널과 부곡버스터미널을 설립했다. 1987년 11월 19일 밀양버스터미널을 건립했고, 다음해인 1988년 감사패를 수상하였다. 1994년 박남수 회장이 국민훈장 목련장을 수상하게 되었다. 1997년과 1998년도에 서울 ~ 통영, 서울 ~ 김해(장유 경유)노선이 고속버스로 인가나면서 현재에 이르게 되었다. 2005년 같은 계열사였던 밀성여객이 계열분리하고, 2009년 천일고속이 독립하면서 모회사인 천일여객그룹이 되었다.

## 운행 노선
2015년 12월 기준이다.
| 운행업체 | 보유 노선수 | 보유 노선수 | 보유 노선수 | 보유 노선수 | 면허 대수 | 면허 대수 | 면허 대수 | 면허 대수 | 면허 대수 | 면허 대수 |
| -------- | ----------- | ----------- | ----------- | ----------- | --------- | --------- | --------- | --------- | --------- | --------- |
| 운행업체 | 노선 합계   | 직행        | 일반        | 고속        | 대수 합계 | 직행      | 일반      | 고속      | 우등      | 예비      |
| 고려여객 | 42          | 39          | -           | 3           | 93        | 69        | -         | 4         | 16        | 4         |

### 고속버스
2019년 4월 기준이다. 모든 노선이 시외버스에서 고속버스로 전환된 노선이다.
| 운행 노선   | 공동 운행사 | 운행구간 | 운행구간 | 운행구간 | 경유지           | 운행 대수 | 운행 대수 | 비고 |
| 운행 노선   | 공동 운행사 | 운행구간 | 운행구간 | 운행구간 | 경유지           | 일반      | 우등      | 비고 |
| ----------- | ----------- | -------- | -------- | -------- | ---------------- | --------- | --------- | ---- |
| 서울 ↔ 김해 | 천일여객    | 서울경부 | ↔        | 김해     | 선산휴게소, 장유 | 2         | 8         |      |
| 서울 ↔ 통영 | 천일여객    | 서울경부 | ↔        | 통영     | 인삼랜드휴게소   | 1         | 7         |      |
| 성남 ↔ 통영 | 속리산고속  | 성남     | ↔        | 통영     | 인삼랜드휴게소   | 1         | 1         |      |

### 시외버스
남서울 출발 노선
- 남서울 → 부곡(현풍, 창녕, 영산 경유, 천일여객과 공동운행)
- 남서울 → 서부산(장유 경유와 남지 경유로 나뉨, 천일여객과 공동운행)
- 남서울 → 용원(진해, 진해경찰서 경유, 경전여객, 천일여객과 공동운행)

서부산 출발 노선
- 서부산 → 포항(경주 경유, 금아여행, 아성고속, 천마고속, 천일여객과 공동운행)
- 서부산 → 거창(현풍, 고령 경유와 가조 경유로 나뉨)
- 서부산 → 창녕(일부 시간대 서대구까지 운행)
- 서부산 → 마산(심야시간대 남산동, 정우상가, 창원 경유)
- 서부산 → 창원
- 서부산 → 동대구(경북고속과 공동운행)

창원 출발 노선
- 창원 → 인천(마산 경유, 경기고속, 경남고속, 천일여객과 공동운행)
- 창원 → 안산(수원, 오산, 마산 경유, 경북고속, 경남고속, 천일여객과 공동운행)
- 창원 → 서대구

마산 출발 노선
- 마산 → 창녕 → 현풍(직통과 완행으로 나뉨, 일부시간대 서대구까지 운행)
- 마산 → 구미(복지상가, 구미공단 경유

서대구 출발 노선
- 서대구 → 통영(마산 경유와 남마산, 배둔,진동 고성으로 나뉨)
- 서대구 → 창원(직통과 마산 경유로 나뉨)
- 서대구 → 김해(부곡, 영산 경유와 창녕 경유로 나뉨)
- 서대구 → 마산
- 서대구 → 창녕
- 서대구 → 부곡(창녕, 영산 경유)

## 운행 차량
기아
- 기아 뉴 그랜버드 이노베이션 선샤인
- 기아 뉴 그랜버드 이노베이션 그린필드
- 기아 뉴 그랜버드 이노베이션 파크웨이
- 기아 뉴 그랜버드 이노베이션 실크로드
- 기아 뉴 그랜버드 슈퍼 프리미엄 실크로드
- 기아 뉴 그랜버드 슈퍼프리미엄 션샤인
- 기아 뉴 그랜버드 슈퍼프리미엄  파크웨이